# Liste von Obelisken
Diese Liste von Obelisken enthält Obelisken mit ihrem Namen, dem Aufstellungsjahr, dem Standort, der Widmung und der Höhe. Die Ordnung erfolgt nach Ländern und Orten (heutiger Standort).

## Ägypten
- Assuan
  - Unvollendeter Obelisk
- Heliopolis
- Kairo
  - Al Andalus (Zamalek)
  - Flughafen Kairo-International
- Luxor/Karnak
  - Luxor-Tempel (links der ersten Säule, Ramses II. gewidmet)
  - Karnak-Tempel (rechts der ersten Säule, Sethos II. gewidmet)
  - dto. (rechts zwischen der 3. und 4. Säule, Thutmosis I. gewidmet)
  - dto. (links zwischen der 4. und 5. Säule, Hatschepsut gewidmet)
  - Museum Luxor, Ramses III. gewidmet (überdacht)

## Argentinien
- Buenos Aires: Obelisk von Buenos Aires

## Äthiopien
- Addis Abeba: Yekatit-12-Denkmal, 1944 errichtet, 1955 mit Bronzeskulpturen versehen, 28 m hoch
- Aksum: Obelisk von Aksum, geraubt von Italien durch Mussolini, Rückgabe und Wiedererrichtung am alten Ort in Aksum am 4. September 2008.

## Australien
- Sydney
  - Hyde Park Obelisk, 1857 errichtet, 22 m hoch, diente als Kanalisationsschacht und ist heute ein Denkmal im Hyde Park.

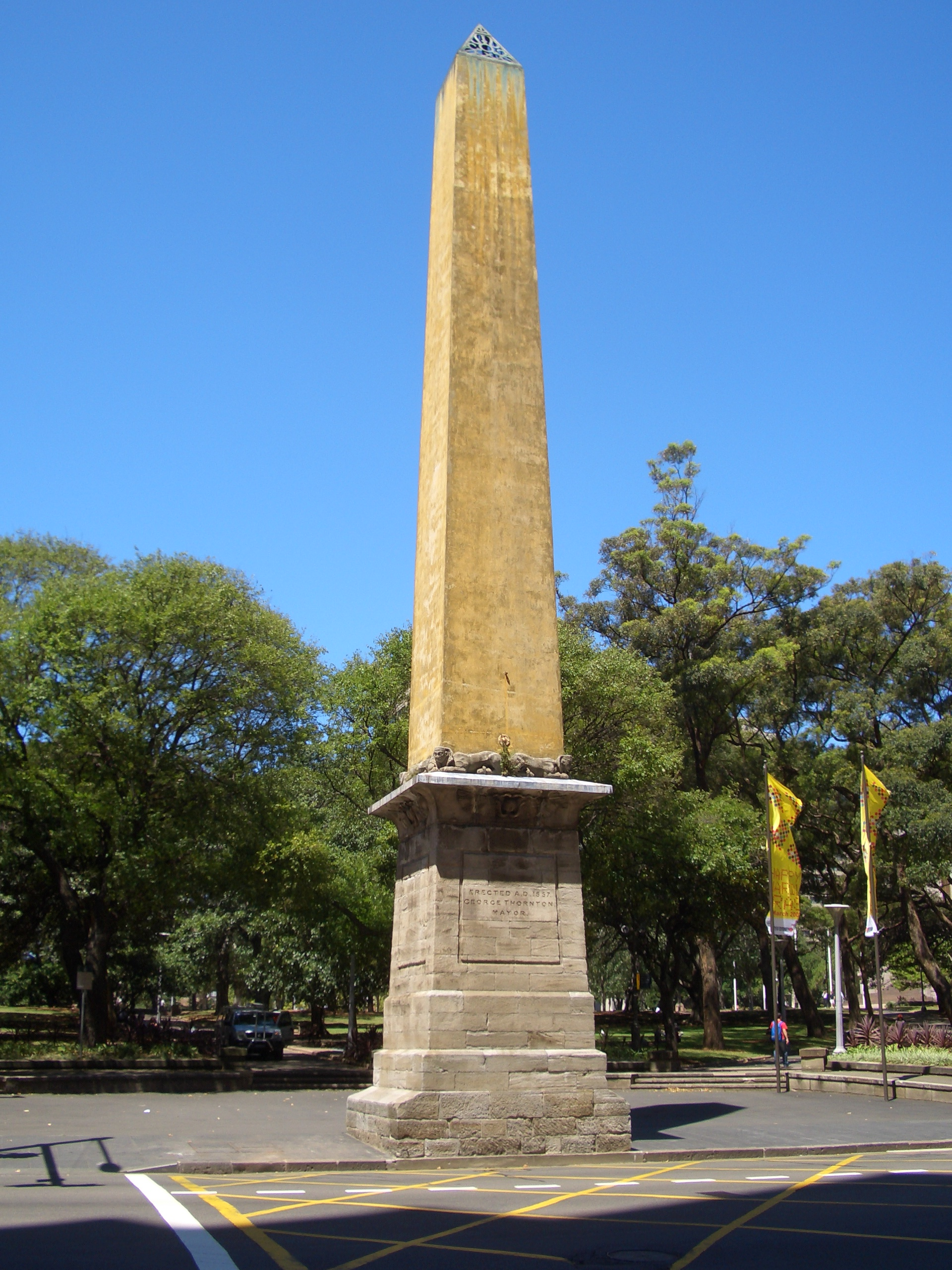
Hyde Park Obelisk in Sydney

## Deutschland
- Aachen: Lousberg-Obelisk auf dem Lousberg
- Bad Pyrmont: Aus drei Sandsteinblöcken zusammengefügter Obelisk auf hohem Sockel, der sich zum stark ausgeprägten Pyramidendach hin verjüngt. Wegesäule an der Chaussee von Pyrmont zur hannoverschen Grenze, erbaut zwischen 1763 und 1783. Die bis heute erhaltene Aufschrift „FF“ erinnert an Friedrich Fürst Waldeck und Pyrmont, den Bauherrn der Serpentinen.
- Bad Salzuflen: Rudolph-Brandes-Obelisk
- Bad Segeberg: Rantzau-Obelisk, mit der Aufstellung durch Heinrich Rantzau im Jahre 1590 das früheste Beispiel für die Errichtung eines Obelisken während der Renaissance in Deutschland. Das zu Ehren des Dänenkönigs Friedrichs II. errichtete Monument war ursprünglich 16,5 Meter hoch, nach Beschädigung 1784 heute noch ca. 6 Meter.

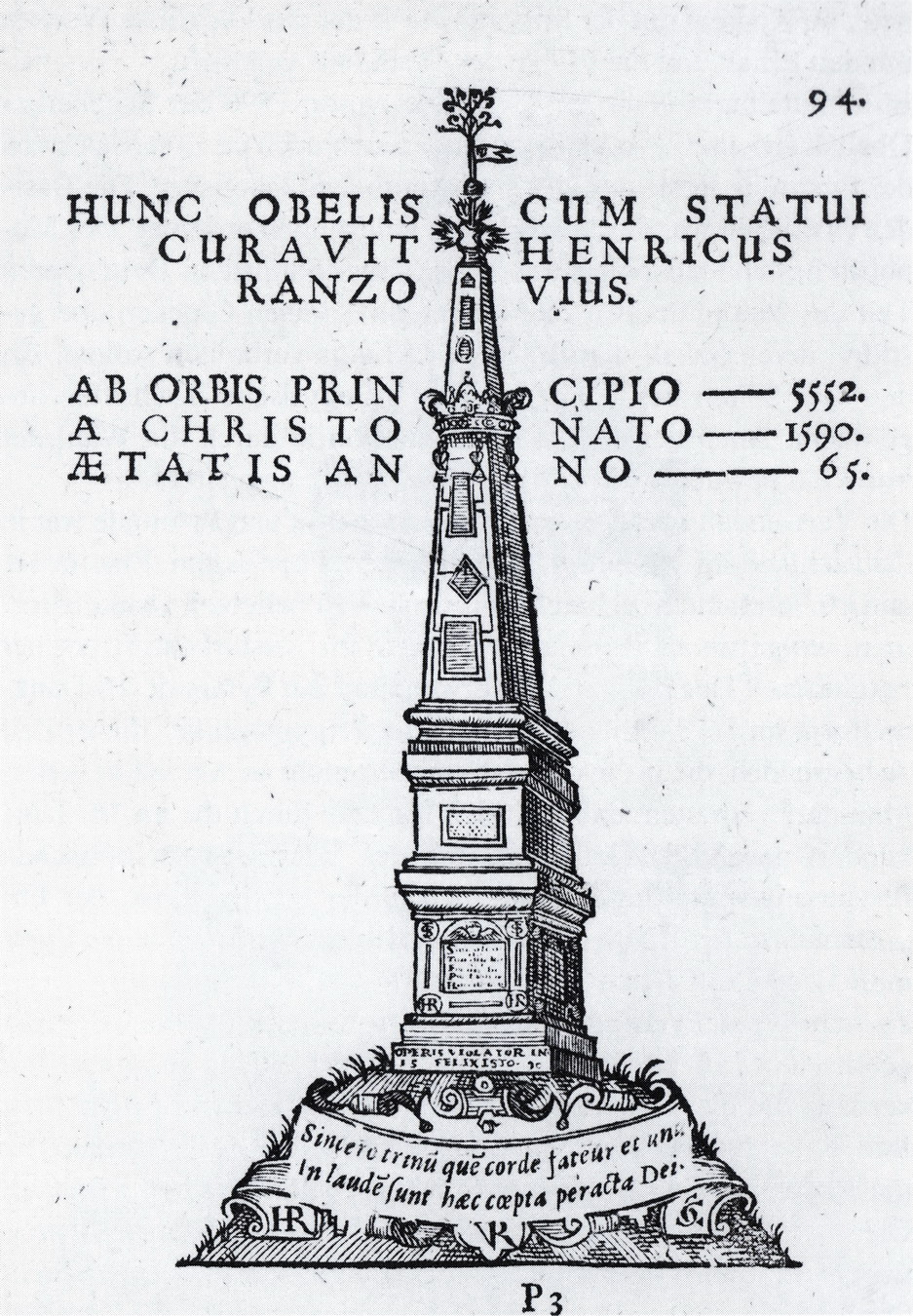
Der Segeberger Obelisk auf einer Darstellung von Peter Lindenberg

- Berlin: Städtischer Friedhof Altglienicke: Mahnmal für Opfer des Ersten Weltkrieges
- Bergen-Belsen: Friedhof auf dem historischen Lagergelände des damaligen KZ Bergen-Belsen
- Bonn, Obelisk in der Marktfontaine, 1777
- Braunschweig: Obelisk auf dem Löwenwall (ehemals Monumentplatz), 1823, 22 m Höhe
- Bremen: Linnaeus-Obelisk im Park von Höpkensruh
- Buchenwald: Ehemals ein Holz-Obelisk im KZ Buchenwald, heute an seiner Stelle eine Metallplatte
- Darmstadt: Alice-Obelisk (vor der St. Ludwigskirche), 1902
- Dessau-Roßlau: Ortsteil Waldersee, Obelisk als Kirchturm auf der Jonitzer Kirche (St.-Bartholomäi)
- Dresden:
  - Auf dem Heidefriedhof (Dresden) gegenüber der Feierhalle für die Internationalen Föderation der Widerstandskämpfer (Fédération Internationale des Résistants (FIR))
  - Aussichtspunkt an der Collenbuschstraße auf dem Weißen Hirsch mit Sandsteinobelisk von 1861               (Koordinaten:    51°3'41"N   13°48'56"E)
- Erfurt: Erthal-Obelisk auf dem Domplatz
- Frankfurt-Bockenheim: Obelisk am Brunnen des Kurfürstenplatzes (Koordinaten: 50.120917, 8.642526), 1913, 10 m Höhe[1]
- Glaubitz: Zwei Obeliske als Markierungen des Geländes der Truppenschau von 1730 von König August der Starke, genannt auch das Zeithainer Lustlager. Zwei weitere zugehörige Obeliske stehen bei Zeithain und Streumen.
- Halde Hoheward (bei Herten), Edelstahl-Obelisk als Sonnenuhr, 8,50 m Höhe

- Hanau: Ehrensäule
- Hannover-Marienwerder, Obelisk auf dem Glockenberg im Hinüberschen Garten[2], 15 m Höhe
- Karlsruhe: Obelisk (Verfassungssäule) aus rotem Sandstein errichtet 1826 auf dem Rondellplatz südlich der Karlsruher Pyramide zum Gedenken an die Badische Verfassung von 1818.

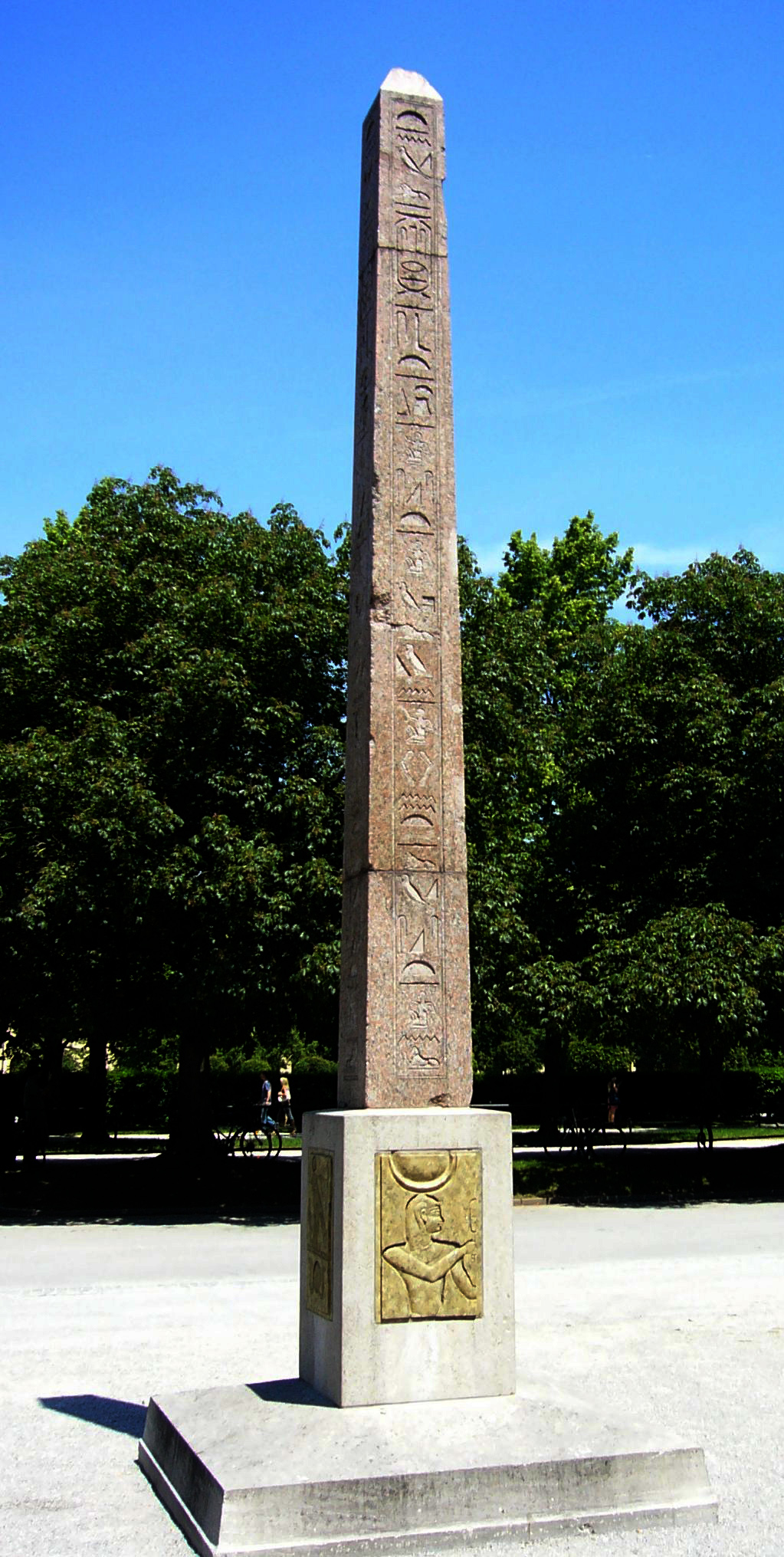
Obelisk des Titus Sextius Africanus (München) am alten Standort

- Kassel: Obelisk (Olu Oguibe), 2017, 16,20 m Höhe
- Koblenz:
  - Clemensbrunnen, 1791 als Denkmal für die Anlage der ersten Koblenzer Wasserleitung errichtet
  - Denkmal für die Gefallenen des Feldzugs von 1866 auf der Höhe des rechten Rheinufers zur Erinnerung an die Gefallenen des preußischen VIII. Armeekorps im Deutsch-Österreichischen Krieg
- Kössern: Zwei Obelisken innerhalb des Boskett auf dem Areal des Rittergut Kösserns. Erbaut 1717 von Wolff Dietrich von Erdmannsdorff (laut Inschrift); Höhe: 6,00 m[3] ⊙
- Landshut: In der Mitte des Bismarckplatzes als Kriegerdenkmal für die im Krieg gegen Frankreich 1870 und 1871 gefallenen Angehörigen der Garnison und der Stadt Landshut, 1872
- Leipzig:
  - KZ-Außenlager Leipzig-Thekla: Obelisk zur Erinnerung an die Opfer des Massakers von Abtnaundorf (Lager Theklaer Straße/Heiterblickstraße in Abtnaundorf)
  - Mendebrunnen: Brunnenanlage, in der Mitte ein Obelisk, gestiftet von Marianne Pauline Mende zur Verschönerung eines Platzes im Zentrum von Leipzig, 1883 errichtet
  - Franz Dominic Grassi Grabmonument: Obelisk auf dem Alten Johannisfriedhof, Leipziger Kaufmann, der der Stadt durch sein Vermögen die Errichtung zahlreicher Baudenkmäler ermöglichte
  - Monarchenhügel: Denkmal in Form eines schwarzen Obelisken, das an die Völkerschlacht bei Leipzig erinnert, moderne Darstellung
  - Plato-Dolz-Denkmal: dreiseitiger Obelisk aus rotem Granit, 1892 errichtet zur Erinnerung an die ersten Direktoren der Ratsfreischule, Dittrichring/Einmündung Ratsfreischule
  - Prager Brücke: 4 Obelisken aus Sandstein, Prager Straße Nähe Völkerschlachtdenkmal

- Mägdesprung: Fürst-Friedrich-Albrecht-Denkmal, 1812 (2012 rekonstruiert), 16,40 m Höhe
- München:
  - Obelisk auf dem Karolinenplatz, den 30.000 bayerischen Gefallenen des Vaterländischen Krieges gewidmet, 1833 gestaltet von Leo von Klenze, Gesamthöhe: 29 Meter, Verkleidet mit aus ehemaligen Kanonen hergestellten Bronzeplatten

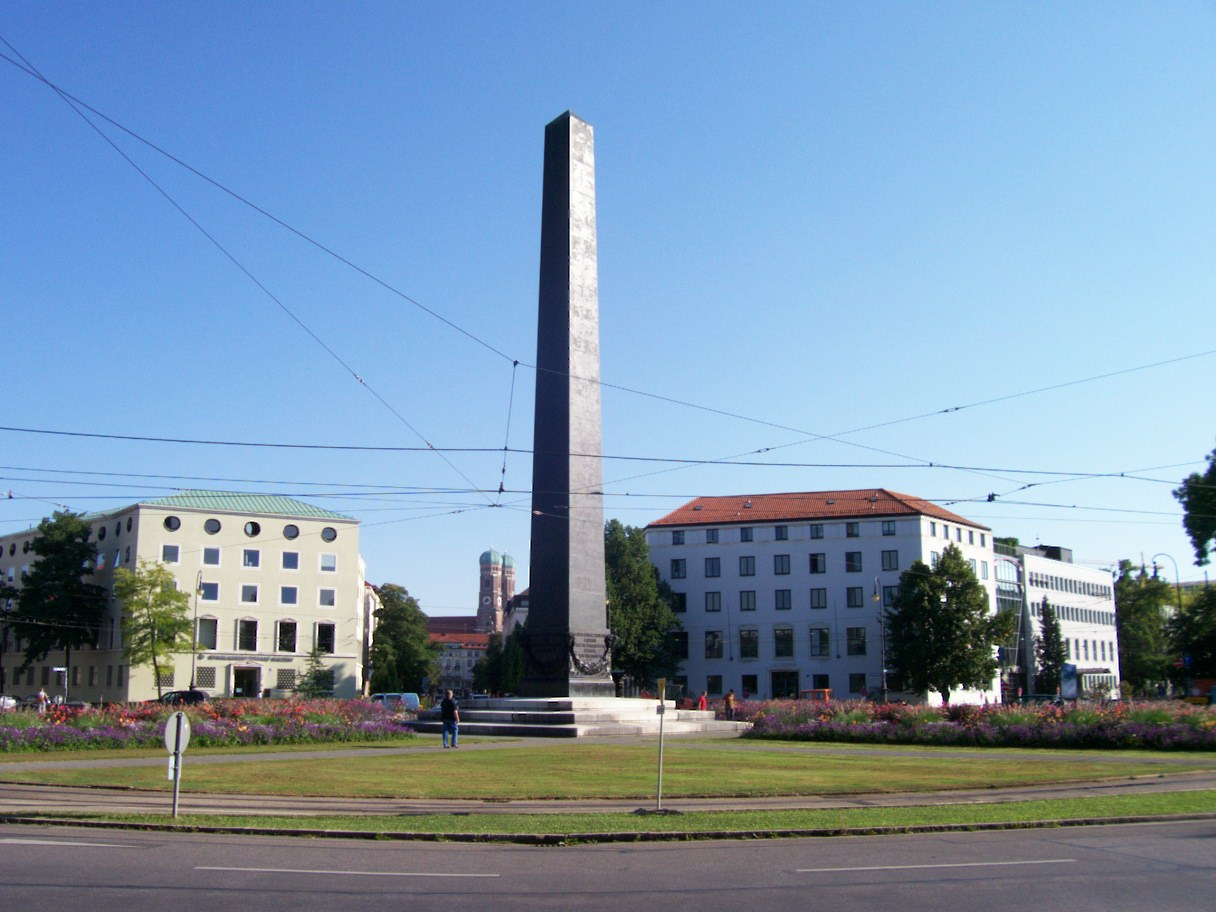
Der Obelisk auf dem Karolinenplatz in München

- - Obelisk des Titus Sextius Africanus im Staatlichen Museum Ägyptischer Kunst, Mittelteil um 50 n. Chr., der einzige antike Obelisk in Deutschland, Höhe: 5,50 Meter
  - Justizpalast: Auf dem Dach (Lenbachplatz-Fassade)
  - Obelisk zu Ehren des Prinzregenten Luitpold im Luitpoldpark, 1911, 17 Meter Höhe
- Münster: Edelstahl-Obelisk im Garten an der Clemenskirche, 8 m Höhe[4]
- Ohrdruf: Obelisk als Gedenkstätte auf einem Massengrab für 5.000 sowjetische und jugoslawische Kriegsgefangene (Höhe „Hühnernest“ des Truppenübungsplatzes)
- Potsdam:
  - Alter Markt: Mauerkern mit rötlicher Marmorbekleidung, verziert mit Sphingen, errichtet 1753–1755 nach Entwurf G. W. v. Knobelsdorffs. Die Bildnismedaillons der Hohenzollernherrscher beim Wiederaufbau 1979 ersetzt durch Porträts Potsdamer Baumeister
  - Breite Straße/Lindenstraße: Sandstein mit hieroglyphenartigen Zeichen, Rest des 1945 weitgehend zerstörten, ursprünglich von zwei Obelisken flankierten Neustädter Tores. 1753 nach Entwurf von Knobelsdorff erbaut, 1980 restauriert und an die heutige Stelle versetzt
  - Obeliskportal: Zugang zum Park Sanssouci am östlichen Ende der Hauptallee, entworfen 1747 von Knobelsdorff. Der 1748 außerhalb des Parks an der Schopenhauerstraße erbaute Obelisk aus Sandstein ist mit hieroglyphenartigen Zeichen geschmückt
  - Neuer Garten Potsdam: Marmorobelisk von 1793/94 nach Entwurf von Carl Gotthard Langhans mit Reliefs der vier Jahreszeiten vor dem Südflügel des Marmorpalais
- Rheinsberg: Obelisk als Denkmal für preußische Teilnehmer am Siebenjährigen Krieg, erbaut in den 1790er Jahren
- Ronnenberg:
  - Amtmann-Reinecke-Denkmal, 1850
  - Luther-Denkmal, 1883[5]
- Schloß Holte-Stukenbrock: Stammlager VI K (326): Obelisk auf dem Ehrenfriedhof sowjetischer Kriegstoter
- Streumen: Obelisk als Markierung des Geländes der Truppenschau von 1730 von König August der Starke, genannt auch das Zeithainer Lustlager. Drei weitere zugehörige Obeliske stehen bei Zeithain und Glaubitz.
- Valley: Obelisk am Kasperlbach im Gemeindeteil Mühlthal, erinnert an der Bau der Wasserversorgung Münchens aus dem Mangfalltal
- Weimar, Obelisk (Belvedere Weimar), 1822/23
- Wiesbaden: Waterloodenkmal auf dem Luisenplatz, 1865
- Worms: Ludwigsdenkmal, 1895, 24,30 m Höhe
- Würzburg: Der Obeliskenbrunnen im Zentrum des Unteren Marktplatzes, geplant und erbaut 1802 von Johann Andreas GärtnerDer Obelisk bei Zeithain diente 1730 als Orientierung für die Parade beim Zeithainer Lustlager

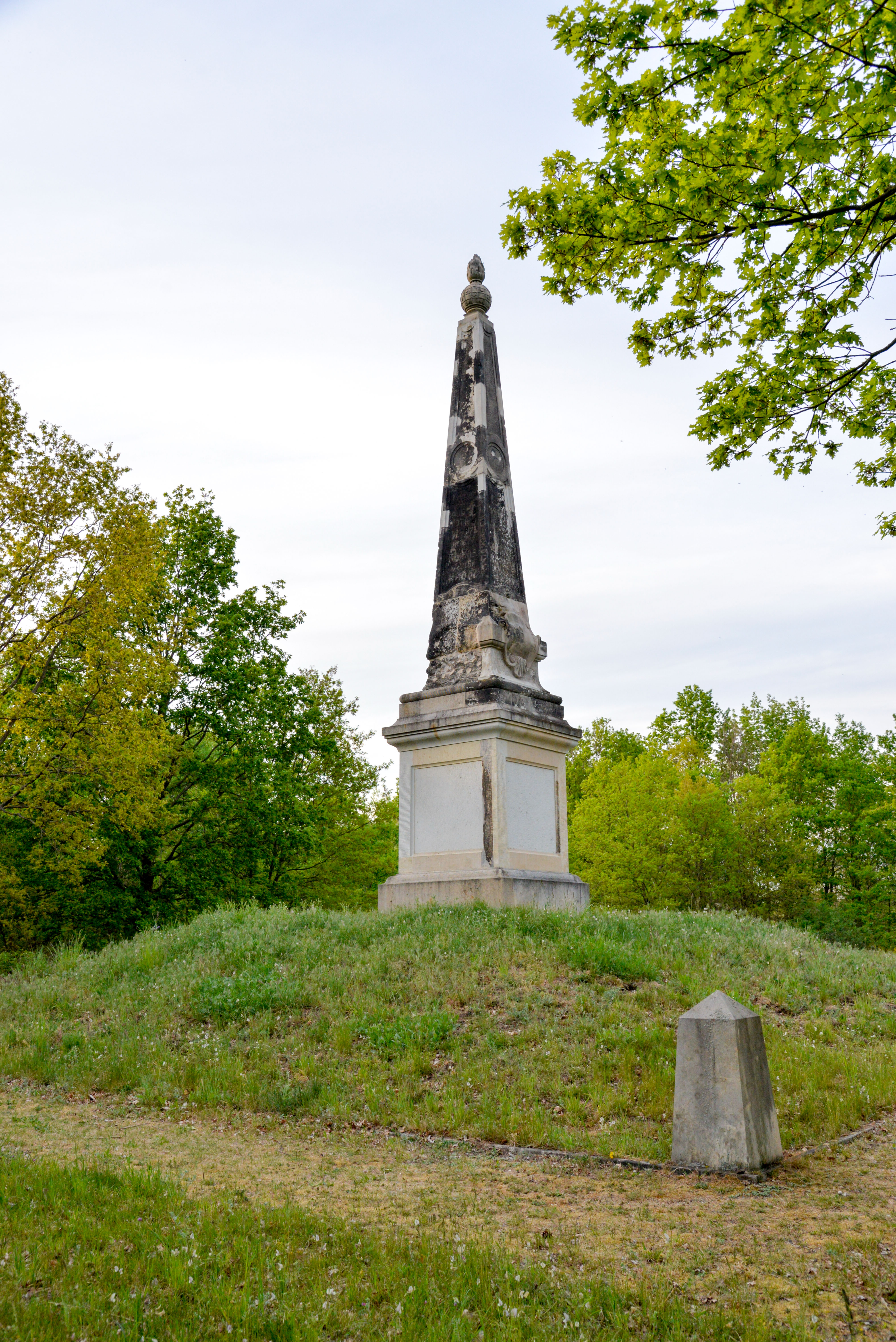
Der Obelisk bei Zeithain diente 1730 als Orientierung für die Parade beim Zeithainer Lustlager

- Zeithain: Obelisk als Markierung des Geländes der Truppenschau von 1730 von König August der Starke, genannt auch das Zeithainer Lustlager. Drei weitere zugehörige Obeliske stehen bei Glaubitz und Streumen.

## Frankreich
- Paris: Obelisk von Luxor auf dem Place de la Concorde
- Arles: Place de la République, 23 m

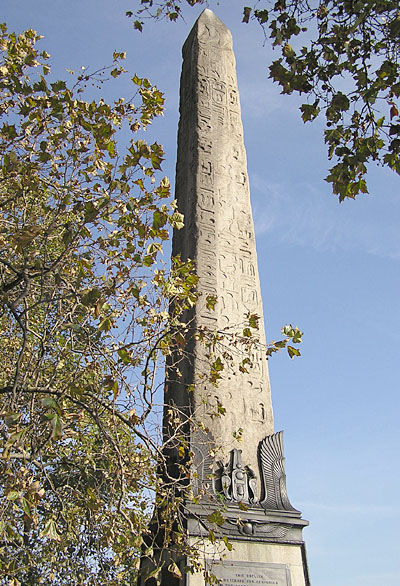
Cleopatra’s Needle (London)

## Großbritannien
- London: Cleopatra’s Needle beim Victoria Embankment, Höhe 20,78 m, Thutmosis III. gewidmet, aus Heliopolis, 1450 v. Chr. erbaut (ältestes Monument Londons)
- Kingston Lacy: Obelisk von Philae, Höhe 6,70 m, 2. Jahrhundert v. Chr.
- Britisches Museum: Schwarzer Obelisk
- Universität zu Durham (überdacht), Amenophis II. gewidmet
- Zerbrochener Obelisk, London Britisches Museum, aus Nimrud

## Israel
- Obelisk für 1948 gefallene Ägypter, Aschdod
- Caesarea-Obelisk, 12 m

## Italien
- Rom: siehe Liste der Obelisken in Rom
- Urbino: Piazza del Rinascimento
- Florenz: Giardino di Boboli (hinter dem Palazzo Pitti)
- Catania (Sizilien): Piazza del Duomo
- Triest: Obelisk von Opicina

## Kamerun
- Douala: Südobelisk, 2007 als Kunst im öffentlichen Raum errichtet, 8,75 m hoch

## Lettland
- Riga: Rigaer Märtyrerstein, eingeweiht am 22. Mai 1920 auf dem Großen Friedhof neben der Neuen Kapelle, gewidmet den 1918 und 1919 von Bolschewiki getöteten evangelischen Pastoren, etwa 2,20 m hoch

## Norwegen
- Nordkap: Die Oscarsäule zu ehren König Oskar II, der das Nordkap 1873 besuchte.

## Österreich
- Klagenfurt: Kardinalplatz[6]
- Wien:
  - Schlosspark Schönbrunn, siehe Obeliskbrunnen
  - Universitätsring, siehe Liebenberg-Denkmal
  - Europaplatz, siehe Hesser-Denkmal
  - 21. Bezirk, Überfuhrstraße 17, siehe O’Brien-Denkmal
  - Neuwaldegg, zwei Obelisken, siehe Schwarzenbergpark
  - Mariahilfer Gürtel, siehe Leuchtobelisk
- Eisenstadt: Schlosspark Esterházy

## Polen
- Denkmal der Union von Lublin
- Schwedensäule (Racławice Śląskie)
- Warschau: Igła Kleopatry
- Königin Luise-Obelisk in Ołdrzychowice Kłodzkie, ehemals Ullersdorf (1800–1802)

## Russland
- Krasnodar: Kubankosaken-Obelisk

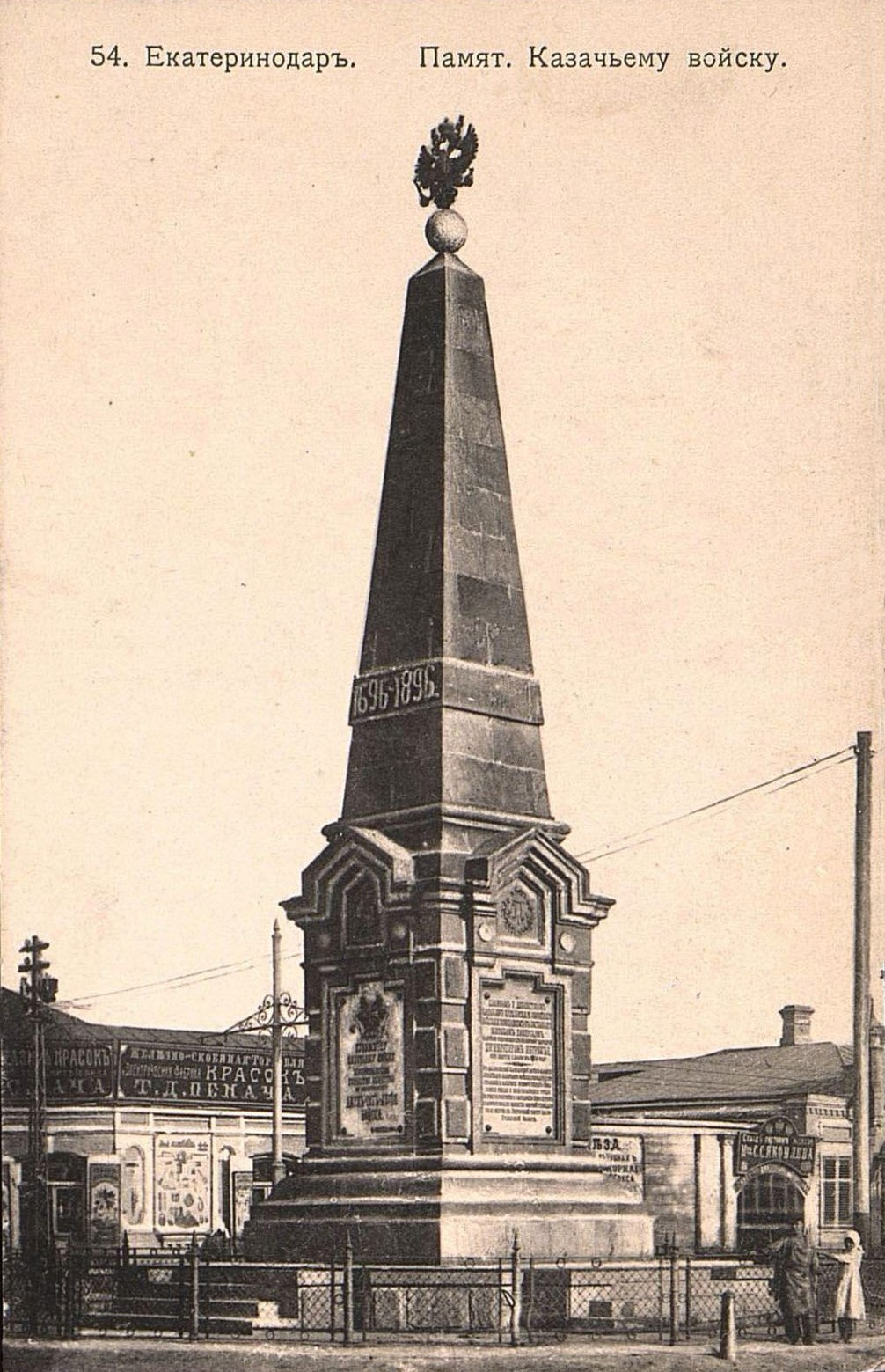
Krasnodar

- Sankt Petersburg: Obelisk „Heldenstadt Leningrad“

## Schweiz
- Bellinzona: Obelisco di Piazza Indipendenza (1903)
- Bern:
  - Kornhausbrücke (1898)
  - Waisenhausplatz-Brunnen oder Fischbrunnen (1841)
- Frenkendorf: Hülften-Denkmal (1836)
- Lugano: Obelisco (1903)
- Olten: Obelisk (1905)

## Singapur
- Singapur: Dalhousie am Empress Place (1850)

## Syrien
- Assur-bel-kalas in Nordsyrien (broken obelisk)

## Tschechien
- Prag: Mrákotíner Monolith
- Kulturlandschaft Lednice-Valtice (UNESCO-Welterbe), Park des Schlosses Lednice: Obelisk von Lednice

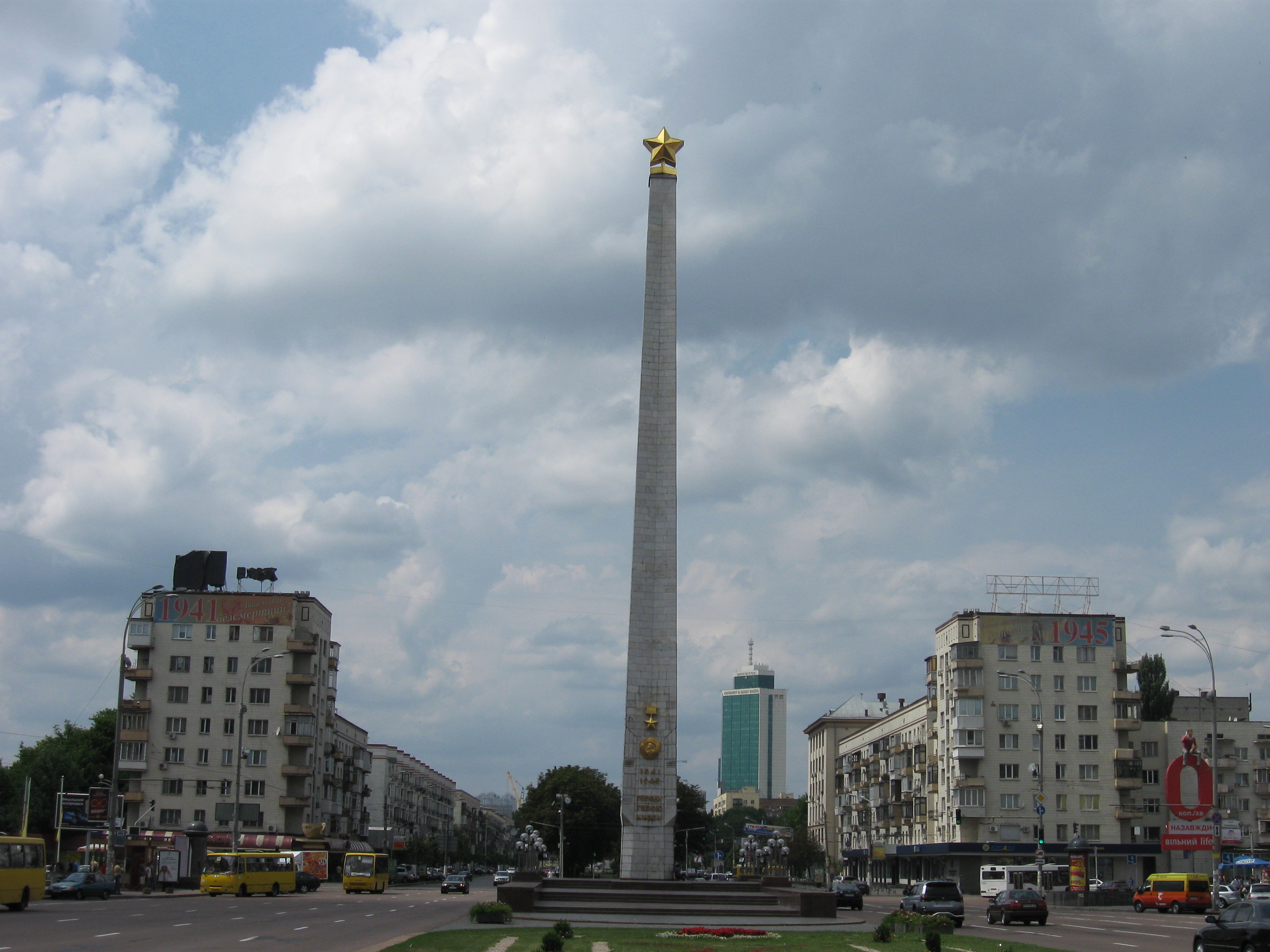
Obelisk in Kiew

## Türkei
- Istanbul: Theodosius-Obelisk

## Ukraine
- Kiew: Der 43 Meter hohe Obelisk zu Ehren der Stadt Kiew trägt seinen Namen aufgrund des 1965 an die Stadt Kiew verliehenen Titels als „Heldenstadt“. Im Jahr 1985, am 40. Jahrestages des Sieges im „Großen Vaterländischen Krieg“, wurde er auf dem Siegesplatz aufgestellt. Seine Spitze krönt ein goldener Sowjetstern.
- Stara Nekrassiwka: Der Obelisk wurde in den Jahren 1852–1855 über dem südlichsten geodätischen Messpunkt des Weltkulturerbes Struve-Bogen errichtet.

## Vereinigte Staaten
- New York City
  - Cleopatra’s Needle im Central Park
  - Gebrochener Obelisk (Moderne Plastik) von Barnett Newman, 1963–1969 (Museum of Modern Art, New York), 8 m
- Washington, D.C.
  - Washington Monument